# Yuri Landman
Yuri Landman (Zwolle, 1 de Fevereiro de 1973) é um músico, luthier experimental, professor de música, musicólogo, autor de história em quadrinhos e fabricante de guitarras dos Países Baixos.

## Biografia
Após ter concluído os seus estudos em química analítica, Landman começou como autor de história em quadrinhos e publicou dois livros de história em quadrinhos autobiográficos. Para o seu segundo livro, ele recebeu em 1998 o Grande Prémio de Breda.
Entre 1998 e 2004, ele tocou com as bandas Zoppo e Avec-A. Após ter sido treinado como carpinteiro, ele começou a construir instrumentos musicais de cordas essencialmente baseados na ressonância. Após um período no qual ele construiu instrumentos para si mesmo, ele se tornou construtor de instrumentos musicais para bandas estrangeiras, principalmente ativas no rock experimental, noise rock e indie rock. Ele construiu proto-instrumentos exclusivos para entre outros Liars (o Moodswinger), Sonic Youth (o Moonlander), Blood Red Shoes (o Spring Time), Jad Fair (o Bachelor QS) e Liam Finn (o Tafelberg). E replicas para dEUS, Lou Barlow (Dinosaur Jr.) e Enon.
A partir da construção de instrumentos musicais, ele se desenvolveu como musicólogo, concentrando-se na microtonalidade e desenvolvendo uma teoria consonante baseada em leis físicas. Em 2012 ele fundou a banda Bismuth com multi-instrumentista Arnold van de Velde. Este grupo lançou um álbum. Landman colaborou com o músico/artista Wessel Westerveld, que tem uma coleção de Intonarumori. Em 2012 Landman publicado com Bart Hopkin Nice Noise. Ele colabora com a empresa De Stilte e faz música para a dança contemporânea. Em 2016 a pedido da Premier Guitar Magazine ele construiu uma guitarra para Thurston Moore. Em março de 2017, ele escreveu um artigo crítico sobre Thierry Baudet e recebeu ameaças de morte depois. Ocasionalmente, ele constrói instrumentos para músicos amigáveis como Rhys Chatham, Tomoko Sauvage, Lau Nau/Anti Tolvi, Hifi Club, Ex-Easter Island Head e outros. A convite de Harman Kardon, Landman construiu um medidor de som de 24 cordas com J.Views em 2018. Em 2018, ele projetou uma série de diagramas microtonais.
As organizações Conservatoire TPM (Toulon), Extrapool (Nimega), Flipside (Eindhoven), MoTA (Ljubljana), Liebig 12 (Berlim), Muziekgebouw aan 't IJ (Amesterdão), De Toonzaal ('s-Hertogenbosch), St James Cavalier (Malta), Sonoscopia (Porto), Radiona (Zagreb), Maajaam (Otepää), TAMK e WORM (Roterdão) possuem coleções de instrumentos de Landman para programa d'Artistes em residência. Landman trabalho frequentemente no TAMK, PXL do Hasselt, MediaLab Liepājas Universitāte (Liepāja) e Academie voor Popcultuur do Leeuwarden.
Ele leciona regularmente em várias academias como TAMK (Tampere), Universidade Aalto, FH Joanneum (Graz), AvP (Leeuwarden), Hochschule für Musik Detmold e deu palestras na Academia Sibelius, Royal Academy of Music, Universidade de Salford, Universidade de Nantes, Universidade de Gante, PXL, Escola de Artes de Zurique, Universidade de Música e Performances Artísticas de Viena, Hogeschool van Amsterdam, HKU, Universidade de Bradford, Conservatório TPM, Design Academy Eindhoven, Escola Massana (Barcelona), Codarts e outros.

### Ensaios
- The Seven Plus Five Pattern, Soundest #1, Oct 2018.[10] (em inglês)
- From Rusollo till Present , 2019. (em inglês)

## Discografia
- Zoppo - Chi Practica Lo Impare Zoppicare, lp, 1997
- Zoppo - Belgian Style Pop, cd, 1998
- Avec-A - Vivre dans l'aisance, cd, 2004
- Yuri Landman Ensemble (featuring Jad Fair) - That's Right, Go Cats, cd/lp 2012
- Bismuth - s/t, (2014, Geertruida Records)